# Battaglia di Sapienza
La battaglia di Sapienza è stata l'ultima grande battaglia combattuta nella guerra degli Stretti. Il conflitto ebbe luogo nel 1354 nei pressi dell'isola di Sapienza.

## Storia
Nell'anno 1342 tra Genova e Venezia, con il coinvolgimento di Bisanzio, era stato sottoscritto un accordo di tregua rotto dopo una ventina di mesi a motivo anzitutto dell'occupazione dell'isola di Chio da parte genovese, poi del saccheggio delle isole veneziane di Curzola e Lesina a sud dell'Adriatico, quindi addirittura della città di Parenzo in Istria.
Seguirono cinque anni di guerra aperta anche se mai tra le Repubbliche si era interrotta la corsa marittima con danni ai reciproci commerci.
La battaglia dell'isola di Sapienza, disastrosa per i veneti, fu l'episodio più sanguinoso di quella quinquennale guerra (1350-1355) che si concluse per l'esaurimento delle parti più che per l'autorevole intervento di Francesco Petrarca fino alla sigla della pace di Milano del 1355.
La battaglia fu combattuta il 4 novembre 1354, poco prima della sospensione invernale delle operazioni, nella piccola baia di Portolongo a sud-est di Sapienza, isola sita poco a meridione Methoni sulla costa della Messenia, in Peloponneso. Così descrive precisamente Andrea Nanetti il luogo dello scontro: “…una strozzatura di circa 300 metri che collega la parte nord con quella sud dell'isola…in corrispondenza di Portolongo, sulla costa orientale dell'isola, un eccellente approdo naturale…al quale si accede doppiando uno scoglio e l'isoletta detta Bosa…che insieme ostruiscono parte dell'accesso alla baia rendendola ancora più protetta dalle insidie del mare; ma rendendola insieme un tempo anche più pericolosa per la mancanza di vie di fuga…”; si può, quindi, riconoscere i luoghi della battaglia e seguirne lo sviluppo.
Le imponenti forze contrapposte si equivalevano con trentacinque galee e naviglio minore per parte ma l'ammiraglio veneto Niccolò Pisani, adottò una tattica difensiva non facilmente comprensibile disponendo di sigillare l'ingresso della baia con venti galee distanziate, parallele e incatenate tra loro; schierando altresì il resto della flotta in fondo alla baia tra la riva e lo schieramento delle galee incatenate. Rimanendo aperto un corridoio di mare tra l'ultima nave veneziana incatenata e la costa, l'ammiraglio genovese Pagano Doria dispose affinché la galea comandata dal nipote Giovanni si insinuasse in quello stretto facendosi seguire da altre unità portando così lo scompiglio nello schieramento veneto la cui linea più esterna, aggredita dall'altura e dal golfo interno, impossibilitata a manovrare per via delle catene, pure resistendo con determinazione, non poteva che soccombere.
Il bilancio fu disastroso: le fonti concordano sulla cattura di trenta galee, da quattromila a seimila caduti veneti e seimila prigionieri; le autorità veneziane, anzi, attribuendo la disfatta a negligenza grave, processarono e condannarono “a pene varie l'ammiraglio e parecchi minori comandanti, ad eccezione di Vittor Pisani che n'uscì assolto” e pronto al comando quale Capitano Generale da Mar nella successiva guerra di Chioggia. “…le due Repubbliche, accettando la mediazione del Visconti, nel giugno 1355, fecero pace, o meglio dire un armistizio…umiliati i veneziani che furono costretti a pagare un'indennità di duecentomila ducati.”.